# Internazionali d'Italia 1951 - Singolare femminile
Il singolare femminile del torneo di tennis Internazionali d'Italia 1951, ha avuto come vincitrice Doris Hart che ha battuto in finale Shirley Fry con il punteggio di 6–3 8–6.

## Tabellone

### Legenda
| - Q = Qualificato - WC = Wild card - LL = Lucky loser | - ALT = Alternate - SE = Special Exempt - PR = Protected Ranking | - w/o = Walkover - r = Ritirato - d = Squalificato |

### Fase finale
|  | Quarti di finale   | Quarti di finale   | Quarti di finale  | Quarti di finale  | Quarti di finale |  |  | Semifinali        | Semifinali        | Semifinali        | Semifinali  | Semifinali  |   |   | Finale     | Finale     | Finale     | Finale | Finale |  |
|  |                    |                    |                   |                   |                  |  |  |                   |                   |                   |             |             |   |   |            |            |            |        |        |  |
|  | Doris Hart         | Doris Hart         | 4                 | 6                 | 6                |  |  |                   |                   |                   |             |             |   |   |            |            |            |        |        |  |
|  | Joan Curry         | Joan Curry         | 6                 | 3                 | 4                |  |  | Doris Hart        | Doris Hart        | Doris Hart        | 6           | 6           |   |   |            |            |            |        |        |  |
|  | Thelma Coyne Long  | Thelma Coyne Long  | Thelma Coyne Long | Thelma Coyne Long |                  |  |  | Thelma Coyne Long | Thelma Coyne Long | Thelma Coyne Long | 1           | 3           |   |   |            |            |            |        |        |  |
|  | Beverly Baker      | Beverly Baker      | Beverly Baker     | Beverly Baker     | d                |  |  |                   |                   |                   |             |             |   |   | Doris Hart | Doris Hart | Doris Hart | 6      | 8      |  |
|  | Shirley Fry        | Shirley Fry        | Shirley Fry       | 6                 | 6                |  |  |                   |                   | Shirley Fry       | Shirley Fry | Shirley Fry | 3 | 6 |            |            |            |        |        |  |
|  | Patricia Ward      | Patricia Ward      | Patricia Ward     | 2                 | 1                |  |  | Shirley Fry       | Shirley Fry       | Shirley Fry       | 6           | 11          |   |   |            |            |            |        |        |  |
|  | Louise Brough      | Louise Brough      | 6                 | 3                 | 6                |  |  | Louise Brough     | Louise Brough     | Louise Brough     | 3           | 9           |   |   |            |            |            |        |        |  |
|  | Anne-Marie Seghers | Anne-Marie Seghers | 1                 | 6                 | 0                |  |  |                   |                   |                   |             |             |   |   |            |            |            |        |        |  |